# Bdelyrus triangulus
Bdelyrus triangulus là một loài bọ cánh cứng trong họ Bọ hung (Scarabaeidae).